# Deszcz w Twarz

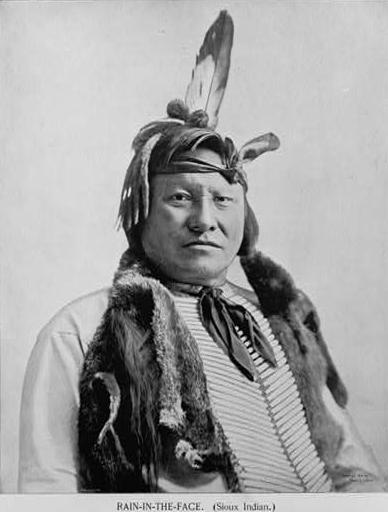
Deszcz w Twarz

Deszcz w Twarz (lak.  Ité Omáǧažu, Ito-na-gaju lub Exa-ma-gozua, ang.  Rain-In-the-Face lub Rain in the Face, ur. ok. 1835, zm. 14 września 1905) – wojownik i wódz północnoamerykańskich Indian ze szczepu Hunkpapa, uczestnik wojny Czerwonej Chmury i wojny o Góry Czarne z Amerykanami w latach sześćdziesiątych i siedemdziesiątych XIX wieku.
Urodził się około 1835 roku w Dakocie Północnej nad rzeką Cheyenne w szczepie Hunkpapa plemienia Dakotów. Już w młodości dał się poznać jako bitny wojownik. Jego imię wzięło się stąd, że kiedyś cały dzień walczył w bijącym wprost w twarz ulewnym deszczu. Rozpoznawalny był dzięki malowaniu twarzy na czerwono i czarno, co miało symbolizować zachodzące słońce.
Brał udział w wojnie Czerwonej Chmury. 21 grudnia 1866 roku wziął udział w bitwie z oddziałem kpt. Williama J. Fettermana w pobliżu Fort Philip Kearny, znanej później jako Masakra Fettermana. W roku 1874 został aresztowany przez kpt. Thomasa Custera za zabicie trzech cywilów towarzyszących ekspedycji płk. George’a Armstronga Custera w górę rzeki Yellowstone, ale udało mu się zbiec z więzienia. Dołączył do grupy Siedzącego Byka.
Wyróżnił się 25 czerwca 1876 roku w bitwie nad Little Bighorn. Z ran otrzymanych w tej bitwie okulał, lecz mimo to zdołał zbiec razem z Siedzącym Bykiem do Kanady, gdzie przebywał do roku 1880. Po powrocie do Montany poddał się gen. Nelsonowi Milesowi w Fort Keogh.
Zmarł 14 września 1905 roku w rezerwacie Standing Rock, gdzie mieszkał przez wiele lat w pokoju uznając, iż po zakończeniu indiańskich wojen w jego życiu nie wydarzyło się już nic ważnego.